# Karl C. Schwendemann
Karl C. Schwendemann (* 24. Juni 1891 in Lahr; † 6. August 1974 in München) war ein deutscher Diplomat.

## Leben
Schwendemann besuchte das Gymnasium in Lahr und studierte von 1909 bis 1914 Kunstgeschichte und Philosophie in Freiburg im Breisgau, München, Berlin und Heidelberg. Nach der Promotion 1914 wurde er Assistent an der TH Karlsruhe. Von 1916 bis 1917 wurde er zum Kriegsdienst eingezogen und dann in den Auswärtigen Dienst berufen. 
Von 1917 bis 1921 war Schwendemann an der Botschaft in Den Haag beschäftigt. Am 1. Juli 1925 war Schwendemann Legationssekretär in der Presseabteilung des Auswärtigen Amts.

„Als notwendige Ergänzung der wirtschaftlichen Verständigung der Industrien dieser Länder, wie sie durch die Abmachungen der Schwerindustrie schon angebahnt ist, ist ein Bündnis mit der französischen Presse notwendig, wenn die politische Entspannung zwischen beiden Ländern herbeigeführt und zu einer Verständigung entwickelt werden soll. Von diesem großen politischen Ziel aus muß die Frage der Verwendung von Mitteln für die Beeinflussung der französischen Presse in jedem Falle betrachtet werden […]“

Von 1932 bis 1933 war Schwendemann an der Botschaft des Deutschen Reichs in Genf beschäftigt. Von 1935 bis 1937 war Schwendemann an den Botschaften des Deutschen Reichs in Paris und Madrid beschäftigt.

### Botschaftsrat in Madrid
1936 war Schwendemann Botschaftsrat in Madrid. Am 25. Juli 1936 berichtete er schriftlich an den deutschen Außenminister von Konstantin Freiherr von Neurath aus Madrid.
Schwendemann wurde im Verlauf des spanischen Bürgerkrieges aus der Botschaft in Madrid abgezogen und arbeitete während des „Dritten Reichs“ zunächst als Leiter der Spanienabteilung im Außenministerium. 1939 war er in der Politischen Abteilung des Außenministeriums tätig und ab 1941 in der Botschaft im besetzten Frankreich, wo er die Presseabteilung leitete. Vom 29. April 1945 bis zum 1. März war er in französischer Internierung.

### Botschafter der Bundesrepublik Deutschland in Kolumbien
Am 13. Januar 1953 wurde Schwendemann Gesandter der Bundesrepublik Deutschland bei Laureano Gómez in Kolumbien. Am 7. April 1953 übergab Schwendemann seine Akkreditierung als Botschafter bei der kolumbianischen Regierung.
1956 wurde Schwendemann mit Erreichen des Pensionsalters als Botschafter in Bogota abberufen.

## Sonstiges
Er war seit 1909 Mitglied der katholischen Studentenverbindung KDStV Hercynia Freiburg im Breisgau.

## Veröffentlichungen
- Frankreich in Belgien: Eine kulturpolitische Studie. Deutsche Verlagsgesellschaft für Politik und Geschichte, Berlin, 1924 (58 Seiten).
- Wirkliche oder scheinbare Abrüstung? Der Konventionsentwurf der Vorbereitenden Abrüstungskommission. Hofstetter, Leipzig, 1931.
- Abrüstung und Sicherheit; Handbuch der Sicherheitsfrage und der Abrüstungskonferenz. 2 Bände, Historisch-politischer Verlag Rudolf Hofstetter, Leipzig, 1933.
- Gleiches Recht und gleiche Sicherheit. Weidmann, Berlin, 1934 (158 Seiten).
- Versailles nach 15 Jahren. Der Stand der Revision des Versailler Diktats. Franz-Eher-Verlag 1935.